# Michael Kneidl
Michael Kneidl (* 1966 in Schwäbisch Gmünd) ist ein deutscher Designer und Hochschullehrer.

## Leben
Nach einem Diplom-Studium der Produktgestaltung an der Hochschule für Technik und Wirtschaft Dresden von 1993 bis 1997 war Kneidl von 1997 bis 1999 Lehrbeauftragter für Interaktive Systeme an der Hochschule für Gestaltung Schwäbisch Gmünd sowie selbstständiger Mediendesigner in München. Anschließend ging er als Dozent für Gestaltung interaktiver Systeme, Visuelle Kommunikation, an die Fachhochschule Vorarlberg. Dort wurde er 2005 zum Professor ernannt. Seit 2000 ist Kneidl zudem Lehrbeauftragter für Interaktive Systeme an der Schule für Gestaltung Ravensburg. 2003 lehrte er im Rahmen eines Austauschprogramms am Royal Melbourne Institute of Technology.
Für die Entwicklung einer Akustik-Lern-CD erhielt Kneidl zusammen mit Horst Otto Mayer 2003 den österreichischen Staatspreis Multimedia und e-Business in der Kategorie Wissen und e-learning.

## Forschungsschwerpunkte
Kneidl forscht im Bereich der Gestaltung Visueller Kommunikation insbesondere E-Learning, Zeichensysteme und interaktive Systeme. Ein Anliegen Kneidls ist die Verknüpfung des Forschens und Lernens.